# Jean Froc
Jean Froc fue un biólogo francés, nacido en 1941 en París y muerto en 2009. Antiguo ingeniero de investigación en el Institut national de la recherche agronomique, especialista en productos lácteos y alimentos fermentados, fue el autor de varias obras y artículos de revista (en la revista Patrimoine normand) sobre los quesos y los productos locales.

## Obra
- Le Camembert et son histoire, patrimoine normand, 1995 Edition Spart
- Balade au pays des fromages - Les traditions fromagères en France, éd. Quae, enero de 2007 ISBN 978-2-7592-0017-7
- La France des saveurs, Guide Gallimard, 2002 ISBN 2742410686
- Normandie : produits du terroir et recettes traditionnelles, dir. de publicación, obra colectiva, ed. Albin Michel, 2003 ISBN [[Especial:FuentesDeLibros/	2226138471 |	2226138471 ]]
- Limousin. Produits du terroir et recettes traditionnelles con Alain Senderens, Alexandre Lazareff y Alain Weill, ed. Albin Michel, septiembre de 1998 ISBN 2-226-09609-4
- Bretagne. Produits du terroir et recettes traditionnelles con Alain Senderens , Alexandre Lazareff y Alain Weill, ed. Albin Michel, noviembre de 1994 ISBN 2-226-07488-0
- Balade au pays des fromages: Les traditions fromagères en France. Ed. Quae, 268 pp. ISBN 2759200175 en línea